# История судоходства на Байкале
История судоходства на озере Байкал — этапы становления и развития судоходства на Байкале с XVII века и до сегодняшнего дня.

## XVII век

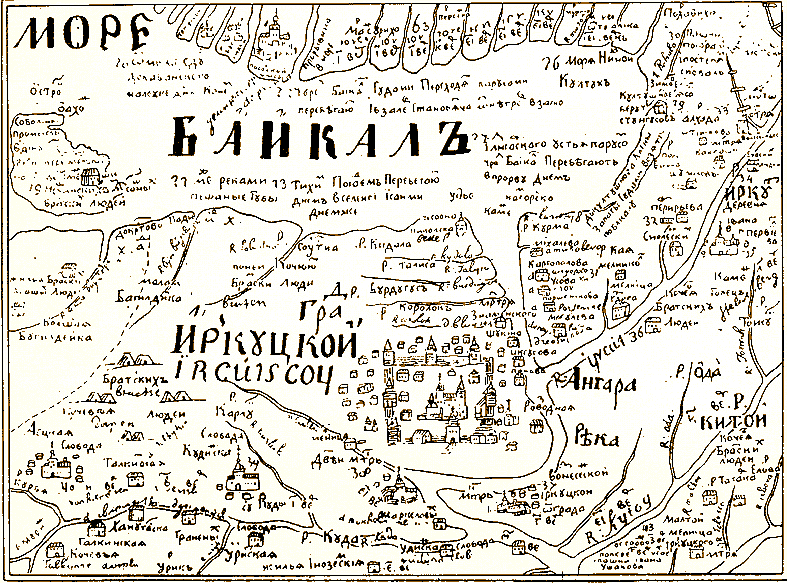
Карта конца XVII века.

В 1643 году пятидесятник Курбат Иванов вышел на побережье Байкала. Казаки построили легкие гребные суда, переправились через пролив и высадились на остров Ольхон. Курбат Иванов отправил часть своего отряда вокруг озера для отыскания места, подходящего для строительства острога. Составил 1-ю карту озера Байкал с описанием его вод и животного мира. Передал карту воеводе, который отослал её в Москву.
Из Тобольска для исследования Байкала был отправлен сотник, сын боярский, Иван Галкин. Отряд Галкина на парусно-гребных судах грузоподъемностью 8-12 человек совершил первое длительное плавание вдоль берегов Байкала. Отряд Галкина открыл возможность судоходного пути из Ангары через Байкал в Селенгу и Забайкалье. В 1648 году боярский сын Иван Похабов этим путём совершил поход в Монголию.
В 1650-е годы на Байкале мастера из Архангельска, с Белого моря и средней Волги строят кочи, касовки, дощаники. Строятся суда для военных экспедиций П. И. Бекетова (1652 год) и Василия Красильникова (1655 год).
После 1660 года военные экспедиции на озере прекращаются, начинается плавание с экономическими и политическими целями. Байкал обладал богатыми рыбными ресурсами. Возникают рыбные промыслы. Рыбные промыслы требовали создания специальных типов судов. В середине XIX века на Байкале использовались: двухнабойная лодка, хоюрка или пятигребка, трехнабойная, сетевая или селенговая лодка, неводник, баркас или лодка-мореходка.
Первый карбас был построен в Иркутске в 1684 году для переправы нерчинского воеводы И. Е. Власова. Судно имело длину 4 — 4,5 сажени, ширину 3 — 4 аршина, глубину в 1 аршин.
Строительство судов в Иркутске находилось в ведении Тобольской канцелярии. До 1728 года суда строились по большей части только на один рейс 

…для перевозки начальствующего лица или партии казаков, или, наконец, каких-нибудь случайных грузов…— Сгибнев А. С. «Байкал и его судоходство», 1870
.

## XVIII век
В 1728 году в Иркутске было основано Адмиралтейство. В 1735 году судостроение было передано в ведение Иркутской Адмиралтейств-Коллегии. После этого почтовые отправления, перевозки воинских команд, ссыльно-каторжных, казённых грузов через озеро производились на казённых судах.
В 1738 году был спущен на воду первый военный бот. Бот строил в Иркутске мастер Козлов, командированный из экспедиции Витуса Беринга. В 1742 году капитаном корабля был назначен боцман Трубицин с двумя матросами из экипажа Алексея Ильича Чирикова, помощника Витуса Беринга в 1-й и 2-й Камчатских экспедициях (1725—1730 и 1733—1741). Боцман Трубицын управлял Байкальским судоходством с 1742 года по 1750 год.
В 1754 году в Иркутске начала работать навигацкая школа. Школа занималась подготовкой геодезистов и штурманов. Выпускники Навигацкой школы направлялись на Тихий океан.
В том же году при Иркутском Адмиралтействе специальным указом Правительствующего Сената была учреждена Охотская морская команда. Иркутское адмиралтейство стало местом формирования и снабжения Сибирской флотилии. Все припасы, «…а особливо пушки, якоря, пенька и паруса…» доставлялись в Охотск, первый военно-морской порт России на Тихом океане, через Иркутск, Байкал, по Лене до Якутска, и далее извозом — до Охотска. Охотская морская команда, кроме снабжения Охотского порта, занималась гидрографической съемкой берегов Байкала, устройством маяков на озере.
В Навигацкой школе также было открыто отделение для обучения японскому языку.
С 1754 года до 1784 года судоходством на Байкале управлял заведующий морской частью при Иркутском генерал-губернаторе штурман Татаринов. За эти 30 лет для Байкала были построены четыре крупных одномачтовых бота: «Борис и Глеб», «Св. Кузьмы Святогородца» (оба спущены на воду в 1762 году), «Адриан и Наталья» (заложен в 1773 году, ходил по озеру до 1787 года), «Св. Пётр и Павел» (спущен на воду в 1783 году). В 1761 году был открыт первый на озере маяк у села Посольское, в заливе Прорва.
Первой инструментарной картой всего Байкала считается карта штурмана А. Пушкарева, созданная в 1773 году при помощи двух учеников навигацкой школы.
Всего на Иркутском адмиралтействе было построено 23 парусных судна. Суда строились в двух верстах от Ангары, на реке Ушаковке, а затем тянулись лошадьми к селу Лиственничному.
С середины XVIII века до 1850 года через Байкал и Енисейск поставляется свинец с Нерчинских рудников на алтайские заводы. Всего с 1747 года по 1850 год с Нерчинских заводов на Алтай было доставлено более 1,6 млн пудов свинца. Суда грузоподъёмностью 2600 до 3100 пудов строились на Селенге. Работников нанимали в Енисейске, Верхнеудинске и Иркутске.
В конце XVIII века в Иркутске начинается сооружение двухмачтовых галиотов. Были выстроены: «Александр Невский» (в 1789 году, разломан в 1800 году), «Посольск» (в 1805 году, разломан 1818 году), «Александр», «Николай», «Михаил» и другие.
Боты и галиоты строились по чертежам, присылаемым из Санкт-Петербурга. Суда предназначались для плавания по морям и были мало пригодны для условий Байкала. Это стало причиной многочисленных крушений. Галеон «Николай» перевернулся в своём первом рейсе. Осенью 1772 года бот «Св. Кузьма» был выброшен на берег у Посольского монастыря. Рейд у Посольского оказался опасным местом. В 1779 году у Посольского потерпел аварию бот «Адриан и Наталья», а также «Ермак», и парусный транспорт «Иркутск».
В 1795 году Иркутская навигацкая школа была присоединена к главному народному училищу в Иркутске.

### Доставка товаров из Китая
В 1728 году Россия подписала с Китаем новый торговый договор. Строится город Троицкосавск, в трёх верстах от него торговая слобода Кяхта и китайский торговый город Маймачен. Начинается частный торг с китайскими купцами в Кяхте.
До конца XVIII века основным рынком сбыта китайских товаров была Москва. Позднее центр торговли китайскими товарами переместился на Нижегородскую ярмарку.
Основным способом транспортировки товаров до строительства Сибирского тракта оставался водный транспорт. Из Кяхты товары доставляли до реки Селенга, там их перегружали на барки и другие суда. По Селенге суда доходили до Верхнеудинска, и через Байкал, Иркутск, реки Ангара и Енисей доходили до Енисейска. Из Енисейска по Маковскому волоку переходили в реки Кеть, Обь. В Томске товары «весновали», и с началом новой навигации отправляли в Тобольск, и далее в Нижний Новгород, Москву и Петербург. На доставку товаров в Европейскую часть страны уходило два года, что существенно замедляло оборот купеческих капиталов.
В 1730-х годах началось строительство Сибирского тракта. К 1760-м годам строительство тракта было завершено. Срок доставки грузов до Европейской части России сократился до 2 — 3 месяцев. За два месяца товары доставляли до Ирбитской ярмарки. К началу XIX века водным транспортом перевозится всего 10 % — 30 % товаров, приобретённых в Кяхте.

### Навигация
Навигация продолжалась с середины мая до середины ноября. Лучшее время для плавания с 10 июня до 10 августа.
Купеческие суда ходили только при попутном ветре. При встречном ветре суда старались попасть в какой-нибудь залив, где ожидали благоприятного ветра, или пытались выйти на такую глубину, где можно было бросить якорь. При попутном ветре суда переходили Байкал до Посольского за 12-15 часов, а до устья Селенги за 15-20 часов.
Плавали обычно без карт, компас использовали только при тумане и только на некоторых судах.

### Пиратство
На Байкале действовали пираты. Разбойники грабили как купеческие суда, так и небольшие ярмарки. Самым известным байкальским пиратом был разбойник по кличке Сохатый. Сохатый стал героем народных легенд, авантюрных повестей и романов, например «Сохатый (Сибирское предание)»// Н. А. Полевой, Денница, Москва, 1830 год.

## XIX век

### Парусное судоходство
Казённая флотилия не справлялась с объёмами грузовых перевозок и приносила убытки. Для перевозки грузов нанимались частные дощаники.
В ноябре 1839 года последовало высочайшее повеление об упразднении Иркутского Адмиралтейства. Судоходство сосредотачивается в руках частных купцов — судовладельцев Сибиряковых, Минаева и других.
К тому времени на Байкале появился плоскодонный дощаник с простым парусом. Дощаники двух типов: большие и малые. Большие дощаники (также назывались Байкальским судном) имели размеры: 12 саженей в длину, две или три с половиной сажени в ширину и более одной сажени в высоту. Прямой парус и три кливера, грузоподъёмность 5 — 12 тысяч пудов. Стоимость большого судна без оснастки в 1870-х годах составляла до 4 тысяч рублей. Команда на больших судах от 15 до 20 человек.
Малые дощаники (или паузки) длиною 6 — 8 саженей, шириной 5 — 6 аршин, высотой 3,5 — 5 аршин, грузоподъемностью 3 тысячи пудов имели один прямой парус и два кливера. Стоимость судна без оснастки в 1870-х годах от 1,5 до 2,5 тысяч рублей. Команда на малых судах от 6 до 10 человек.
Служили парусные суда с починкой 7 — 10 лет.
Суда строились по Ангаре в селениях Никольском, Жилкино, Щукино, Быково, на Байкале — в Лиственичном, в Большом Голоустном.

### Начало пароходства на Байкале
В 1823 году инженер-механик Розен впервые подал мысль о постройке пароходов на Байкале. Заведующий адмиралтейством лейтенант П. С. Лутковский и вышел с предложением о постройке пароходов на Байкале. Морское министерство оставило этот вопрос нерассмотренным.
Позднее, в 1830-е годы, вопрос о пароходстве был вновь поднят уже другим заведующим Адмиралтейства — капитан-лейтенантом Головниным. Генерал-губернатор Восточной Сибири С. Б. Броневский вышел с этим вопросом в два министерства — морское и финансов. Последнее посчитало, что пароходство на Байкале «есть мера преждевременная». Морское же, воспользовавшись тем, что пароходы будут служить гражданским целям, решило ликвидировать адмиралтейство и казённый флот на Байкале, что было и сделано в 1839 году.
Видя бесполезные попытки организовать казённое пароходство на Байкале, за осуществление этой идеи взялся Никита Фёдорович Мясников.
Никита Фёдорович Мясников — ростовский 1-й гильдии купец и томский золотопромышленник, коммерции советник. Сын ростовского купца и сибирского миллионера Фёдора Борисовича Мясникова, он был одним из богатейших купцов того времени.
В 1839 году Н. Ф. Мясников обратился в Министерство Финансов с прошением о предоставлении ему привилегии на организацию пароходства на реках Сибири. В различных инстанциях неблагосклонно отнеслись к вопросу о пароходстве в Сибири. По поводу прошения Мясникова об учреждении пароходства, департамент мануфактур и торговли отозвался об этом, как о предприятии рискованном, а генерал-губернатор Западной Сибири просил министра финансов графа Канкрина не давать хода этому проекту «как могущего иметь зловредные последствия».
Лишь только после рассмотрения прошения в Государственном Совете Именным Высочайшим Указом от 8 декабря 1839 года, «признавая предприятие сие для столь обширного по протяжению своему и столь полезного по богатству» необходимым, такая привилегия «… о дозволении учредить собственным иждивением пароходы на водах Сибирского края», Н. Ф. Мясникову была дана. Привилегия признавала исключительное право Мясникова в продолжение 10 лет на учреждение и содержание пароходства по Байкалу, Оби, Тоболу, Иртышу, Енисею, Лене и их притокам. В привилегии оговаривалось, что пароходы должны быть построены в течение 3-х лет. При нарушении этого условия «даруемое купцу Мясникову право на каждую из тех рек, где пароходство им учреждено, не будет, признается».
Большие расстояния и трудности, связанные с доставкой оборудования не позволили Мясникову уложиться в столь короткий срок. Поэтому в 1842 году по представлению генерал-губернатора Восточной Сибири В. Я. Руперта, поддерживающего начинание Мясникова, «означенный срок во внимание к пользе сего предприятия для Сибирского края продолжен ещё на две навигации 1843 и 1844 года».

### Первые пароходы на Байкале
Место для постройки пароходов было выбрано в 18 верстах выше Иркутска, на левом берегу Ангары у деревни Грудинино, где 29 марта 1843 года и был заложен деревянный корпус первого парохода. Работы велись довольно интенсивно, и уже 15 сентября он был спущен на воду.
Строительством пароходов руководил судостроитель Михаил Никитич Батурин, приглашенный Мясниковым из Архангельской губернии. Этот помор явился родоначальником династии байкальских судостроителей Батуриных. Сборку машин и механизмов осуществлял молодой механик Нижнетагильских заводов Демидовых — Павел Мокеев, до этого несколько лет обучавшийся в Лондоне, благодаря чему получил среди иркутян прозвище «англичанин».
Пароход, наименованный с Высочайшего соизволения Всеавгустейшим именем «Император Николай I», имел длину 35 метров, ширину корпуса — 4 метра, с обносами 8 метров, осадку около 1 метра, 1 паровой котёл высокого давления, паровую двухцилиндровую машину простого действия наклонного типа мощностью 32 номинальные силы. (Мощность паровых машин в те годы определялась в номинальных или нарицательных силах, для перевода в индикаторные лошадиные силы, применялся коэффициент, равный от 4 до 5, таким образом, мощность первого парохода составляла около 150 индикаторных лошадиных сил).
Котлы и механизмы для первых байкальских пароходов доставляли зимой с Урала гужевым путём. В 1848 году на Ангаре, неподалёку от Братска, начал работать Николаевский железоделательный завод. На заводе изготовляли судовые механизмы, а затем и металлические корпуса судов.
Вместе с пароходом строилось транспортное судно (баржа) для буксировке за пароходом на тросе. После спуска «Императора Николая I» на освободившемся стапеле заложили второй пароход, названный «Наследник Цесаревич» и вторую баржу. «Наследник Цесаревич» строился по типу первого парохода, но у него был выше борт и больше осадка, что должно было улучшить его мореходные качества. Паровая машина имела мощность в 50 номинальных сил (200 инд.л. с.).
Об устройстве первых пароходов сохранились весьма скудные сведения. Известно, что они не отличались комфортом, отсутствовали поперечные переборки, даже машинно-котельное отделение не было ограждено от жилого. При попутном ветре пароходы могли нести паруса.

«Я надеюсь, что жители из опыта узнают пользу изобретения, которое, конечно, со временем заменит парусные суда».

### Первая навигация парохода в Сибири
К весне 1844 года работы по установке машины были закончены. 26 июня 1844 года толпы иркутских жителей и окрестных деревень заполнили берега Ангары. Около 8 часов вечера из-за Конного острова показался пароход. Шел пароход левым берегом, Глазковской протокой, или как её в то время называли «материком», то есть матёрым, главным руслом. Сделав оборот под ухвостье Сибиряковских островов, пароход пристал к правому берегу напротив казённой аптеки (сейчас на её месте находится здание Облпотребсоюза на углу улицы Российской и бульвара Гагарина).
В 7 часов вечера «Император Николай-I» отправился вниз по Ангаре к Вознесенскому монастырю для служения «молебствия» святому Иннокентию, первому епископу Иркутскому. Среди почетных пассажиров находились генерал-губернатор В. Я. Руперт и гражданский губернатор А. В. Пятницкий с семьями. После молебна пароход спустился ещё на 2 версты, до деревни Жилкино, и, там простоял до 29 июня. Вероятно, ожидали попутного ветра, ибо силы одной машины было недостаточно для преодоления сильного течения.
В 8 часов утра, дождавшись «низовки» (местное название северо-западного ветра), пароход прошёл вверх по Ангаре при действии своей машины и парусов и остановился ненадолго повыше Триумфальных ворот, (иначе Московских, они стояли на правом берегу Ангары в начале улицы Ланинской, ныне — Декабрьских Событий), а затем против казённой аптеки и в 4-м часу дня ушёл к Байкалу.
Первая навигация первого парохода в Сибири началась. Осенью того же года был достроен «Наследник Цесаревич», который также включился в работу пароходства.

### Развитие судоходства в Сибири
Пароходы Мясникова совершали «срочные» (то есть по расписанию) рейсы по Байкалу от Лиственничной пристани, в истоке Ангары, до Посольска, находящегося на восточном берегу, несколько южнее дельты реки Селенги. При благоприятной погоде переход совершался за 6 часов со скоростью 15 км/час. Во время же штормов пароходы шли, тяжело кланяясь волнам и переваливаясь с борта на борт. С подходом к долгожданному берегу, мучения пассажиров не прекращались, ибо пароходы, зачастую, не рискуя подойти к пристани из-за сильного волнения, ложились в дрейф. Пассажиры размещались в 3-х классах. Каюты имели только пассажиры первых двух классов, а третий класс располагался прямо на палубе среди повозок и тюков с грузами.
Кроме рейсирования на основной линии Лиственничное — Посольск, пароходы совершали рейсы к устью Селенги за грузом чая, в Туркинские минеральные воды, в Баргузин и Верхнеангарск за рыбой. Спускались иногда и до Иркутска. Команды пароходов комплектовались из отставных матросов портовых городов Европейской России.
Реализовать полностью права Привилегии Мясников по ряду причин не смог. Кроме байкальских пароходов он начал строить пароход близ Тюмени на реке Туре. Мясников уступил своё право по Западной Сибири надворному советнику Поклевскому-Козелл, который учредил два парохода, первый из которых куплен у Мясникова и спущен на воду в 1845 году.
После смерти Н. Ф. Мясникова в 1847 году пароходством стал владеть его старший брат Иван. Объёмы перевозок с 1845 по 1848 год выросли с 17,6 тысяч пудов до 77,6 тысяч пудов. Учреждение пароходства на Байкале Н. Ф. Мясниковым, затратившим около 600 тысяч рублей, явилось важнейшим вкладом в экономическое освоение Сибири.
«Император Николай I» в 1854 году был сильно поврежден во время шторма, но исправлен. Что не смогла сделать водная стихия, довершил огонь: соседство парусов с дымной трубой сыграло роковую роль — пароход сгорел, и, в 1856 году его разобрали. Сообщение по Байкалу поддерживалось одним только «Наследником Цесаревичем», но и он закончил свои дни трагически: поздней осенью 1860 года он затонул, получив пробоину во льдах.
Больше Мясниковы пароходов на Байкале не имели. В 1858 году отставной поручик, участник Амурской компании Д. Е. Бенардаки в Лиственичном построил два парохода мощностью по 80 л. с.: первый он назвал именем генерал-губернатора — «Муравьев-Амурский», а второй назвал своим именем «Бенардаки». В 1859 году пароходство Мясникова слилось с пароходством Бенардаки под управлением Бессонова. От Бенардаки пароходы перешли к мензелинскому купцу Рукавишникову, а от него к иркутскому купцу И. Хаминову, который организовал купеческую компанию.

### Развитие Восточно-Сибирского речного пароходства после Мясникова

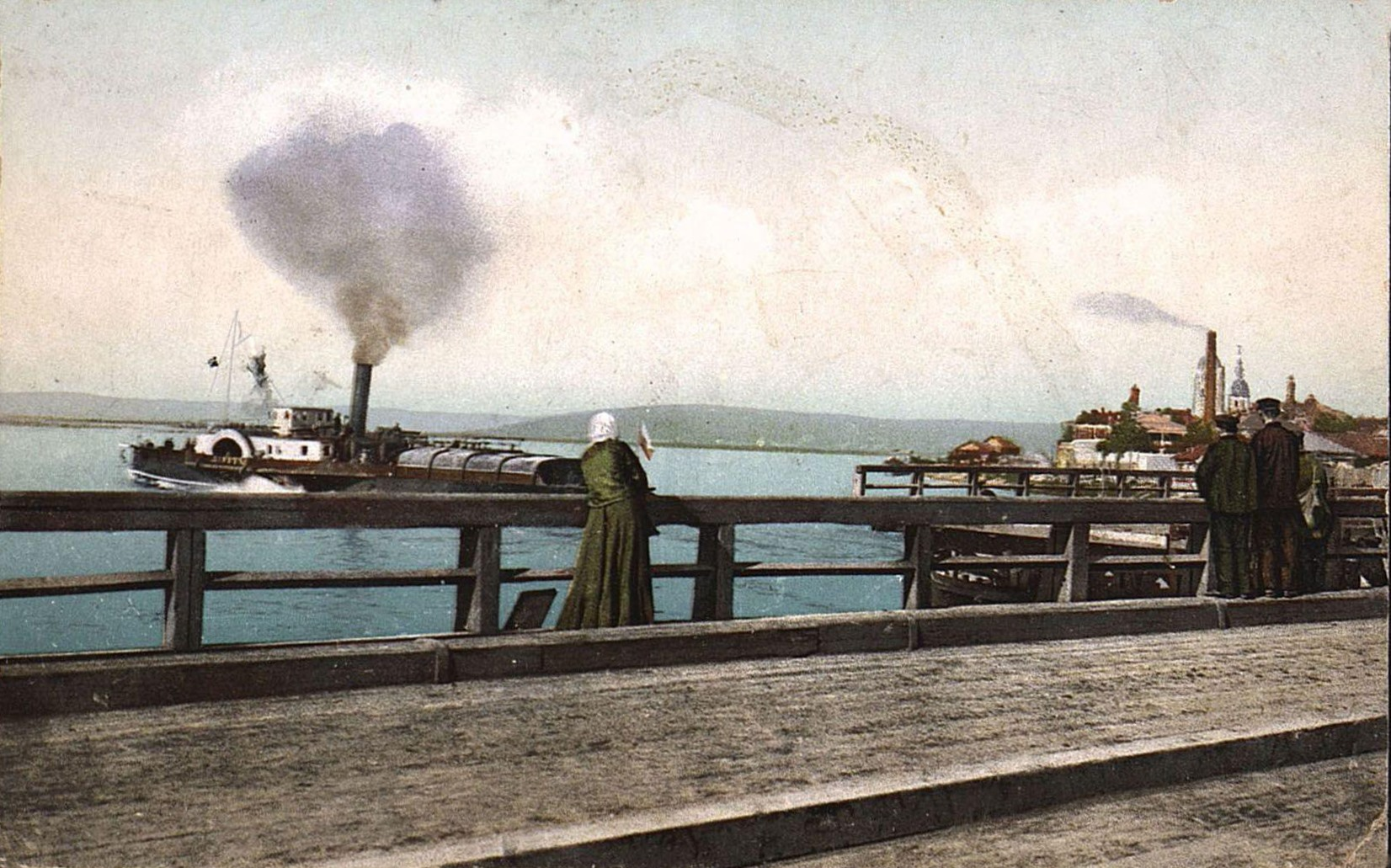
Пароход «Бурят». 1900-е гг.

17 августа 1885 года утверждено Положение Комитета Министров об организации буксирного пароходства на Ангаре. Привилегия была выдана Императором Александром III иркутскому купцу А. М. Сибирякову. Сегодня День Рождения Восточно-Сибирского речного пароходства считается именно с этой даты.
В 1887 году появилось «Кяхтинское товарищество пароходства» для транспортировки грузов и пассажиров по Селенге и Байкалу. Вскоре оно заняло монопольное положение. К концу XIX века на Байкале функционировало частное пароходство промышленника А. Я. Немчинова, совершавшее регулярное судоходство на государственные субсидии. В 1895 году А. Я. Немчинов купил все пароходы «Кяхтинского товарищества» и стал единоличным их владельцем. К 1904 году это судоходное предприятие уже состояло из 7 озерных и 6 речных пароходов, 4 озерных и 14 речных барж.

### Гидрографическая экспедиция Байкальского озера
В 1895 году была создана Гидрографическая экспедиция Байкальского озера под руководством полковника Ф. К. Дриженко, которая в 1896 году начала рекогносцировочные работы на озере Байкал. Работы экспедиции продолжались в летние сезоны 1897—1902 годов.

## XX век

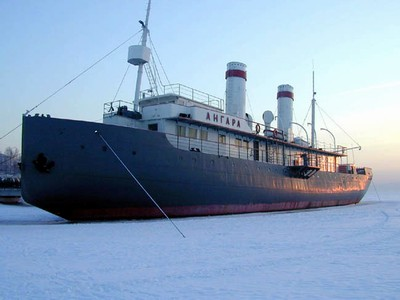
ледокол «Ангара».

В начале XX века с целью установления сквозного железнодорожного сообщения было решено до окончания строительства Кругобайкальской железной дороги соединить берега озера железнодорожной паромной переправой.
24 апреля 1900 года построенный по английскому проекту паром-ледокол «Байкал» совершил свой первый рабочий рейс, имея на борту 500 пассажиров, 167 лошадей, 2 паровоза, 3 вагона и 1000 пудов груза.
1 августа 1900 года начались рабочие рейсы ледокола «Ангара» по перевозке грузов и пассажиров. 10 октября 1901 года «Байкальская железнодорожная переправа» была официально принята в эксплуатацию и вошла в состав Забайкальской железной дороги. Общая стоимость комплекса достигла 6,74 млн руб.
Первые зимние рейсы показали непригодность порта Мысовая из-за мелководья и открытости ветрам. Поэтому на восточном берегу озера появилась станция-пристань Танхой, которая оказалась и удобнее и ближе.
К 1910 году на Байкале работали 18 пароходов, несамоходный флот состоял из 24 судов, включая три металлических баржи с грузоподъемностью 600 тонн каждая. В 1916 году на Байкале появилось первое научно-исследовательское судно — катер «Чайка». Катер был построен на частные пожертвования и средства Академии наук.

### Гражданская война

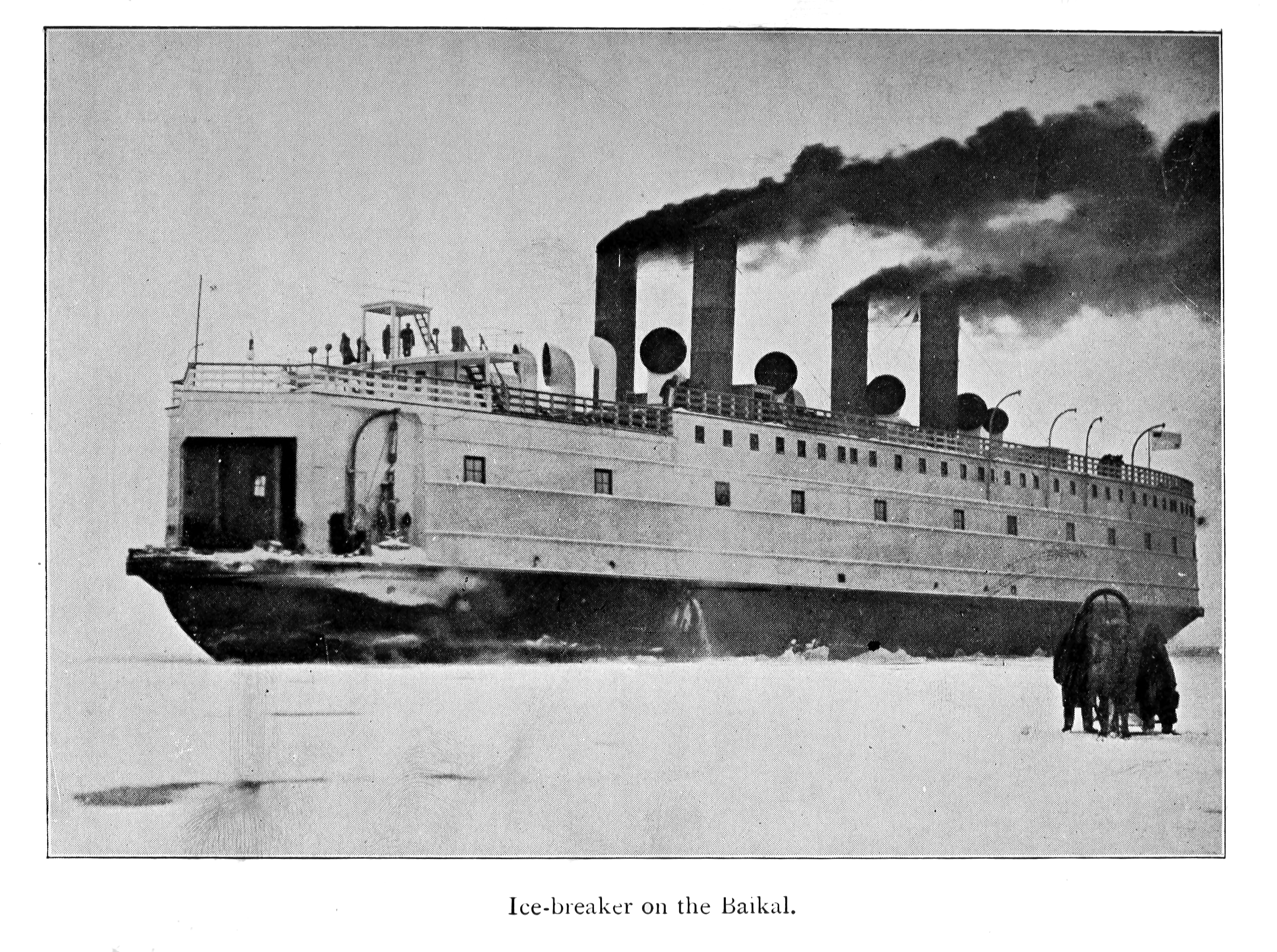
паром «Байкал».

28 января 1918 года подписания декрета «О национализации торгового флота» Комитет Советских организаций Восточной Сибири принял постановление о национализации имущества Ангарского, Байкальского и Селенгинского пароходств, в том числе и судов Байкальской железнодорожной переправы. Была сформирована «Байкальская красная флотилия».
Ледокольный паром «Байкал» был вооружен шестидюймовым (152-мм) орудием, а на «Ангаре» установили две полевые пушки и четыре станковых пулемёта «Максим», ходовую рубку обложили мешками с песком. «Ангара» стала активной участницей боевых действий: вела разведку у станций Утулик и Мангутай, обстреляла бронепоезд белых в районе реки Паньковки, участвовала в десантных операциях у сел Голоустного и Култука.
Белые войска сформировали флотилию из пароходов «Феодосий» и «Бурят» и грузовых барж.
Утром 12 августа 1918 года «Байкал» был атакован белыми кораблями. Находившийся на борту красный отряд Власова покинул горящее судно, а команда ледокола во главе с капитаном Алексеевым смогла пришвартовать корабль, но не уберегла его от пожара. Судно выгорело и затонуло. «Ангара» несколько дней ходила по Байкалу, прячась от «Феодосия» и «Бурята». Около Бугульдейки судно подверглось артиллерийскому огню, но ушло от противника. 22 августа 1918 года «Ангара» пошла в Лиственичное для сдачи в плен. В начале января 1920 года ледокол был превращен в плавучую тюрьму: при отступлении белых на «Ангаре» были казнены 31 человек.
В 1920 году после возвращения красных была создана «Сибирская флотилия». Первое предприятие речного транспорта Восточной Сибири возглавил один из видных революционеров Лука Михайлович Власов.

### Советский период
21 ноября 1924 года Савнарком РСФСР принял решение о выделении из Амурского госпароходства Селенгинского государственного пароходства. Правление Селенгинского госпароходства находилось в Верхнеудинске. При образовании Селенгинское пароходство имело в своём распоряжении:
- на Селенге пароходы «Бурлак», «Спартак», «Ульянов» и «Кооператор». 6 барж;
- на Байкале пароходы «Ангара», «Лейтенант Шмидт» и «Кругобайкалец». 4 баржи.
- на Ангаре пароходы Владимир Ленин, Бурят и Тарзан. 10 барж[12].

В 1930-е годы речники пароходства осуществляли большую программу по созданию мощной материально-технической базы пароходства. За короткое время были построены Иркутские и Усольские судоремонтные мастерские и судоверфь в посёлке Листвянка. В это же время строятся пристани: Иркутск, Зарянск, Макарьево, Улан-Удэ и порт Байкал.
В эти же годы начались перевозки для Монгольской Народной Республики по рекам: Селенга, Орхон, озеру Косоюл. Был построен специальный флот для загранперевозок.
Планы дальнейшего развития речного транспорта были прерваны Великой Отечественной войной. Тысячи речников ушли на фронт.
За успешное выполнение перевозок грузов для фронта через пристань Заянск в Северо-Восточную часть страны боевыми наградами была отмечена группа работников пароходства, среди них бывший капитан парохода «М. Фрунзе» Алексей Фёдорович Наумов.
В послевоенные годы продолжились работы по созданию нового и перевооружению действующего флота, строительству береговых сооружений. Строительство гидроузлов на Ангаре создало глубоководные пути на Братском, Иркутском, Илимском водохранилищах — это позволило начать использовать крупнотоннажный современный флот.
В эти годы были построены порты Братск и Свирск.
Восточно-Сибирское речное пароходство стало пионером в доставке грузов на Север. За короткое время было построено 15 барж грузоподъёмностью 1300 тонн, 6 теплоходов.
С началом строительства Байкало-Амурской магистрали судами порта Байкал для БАМа было перевезено свыше 840 тысяч тонн грузов, большая группа работников пароходства была награждена медалями.
В 1960-е — 1970-е годы паровой флот на Байкале был полностью заменён на металлический несамоходный флот, появились суда с комплексной автоматизацией.

### XXI век
В 2008—2010 годах работала экспедиция «„Миры“ на Байкале», были совершены десятки погружений, в том числе глубоководных, вплоть до дна на глубине 1580 метров.